# Colonia Primero de Enero
Colonia Primero de Enero är en ort i Mexiko.   Den ligger i kommunen Mexquitic de Carmona och delstaten San Luis Potosí, i den centrala delen av landet, 400 km nordväst om huvudstaden Mexico City. Colonia Primero de Enero ligger 1 899 meter över havet och antalet invånare är 331.
Terrängen runt Colonia Primero de Enero är platt åt sydost, men åt nordväst är den kuperad. Terrängen runt Colonia Primero de Enero sluttar brant österut. Runt Colonia Primero de Enero är det tätbefolkat, med 570 invånare per kvadratkilometer. Närmaste större samhälle är San Luis Potosí, 14,6 km söder om Colonia Primero de Enero. Omgivningarna runt Colonia Primero de Enero är i huvudsak ett öppet busklandskap.